# Calauan

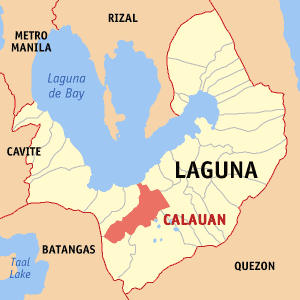
Bản đồ Laguna với vị trí của Calauan

Calauan là một đô thị hạng 2 ở tỉnh Laguna, Philippines. Theo điều tra dân số năm 2000 của Philipin, đô thị này có dân số 43.284 người trong 8.818 hộ.

## Các đơn vị hành chính
Calauan được chia ra 17 barangay.
| - Balayhangin - Bangyas - Dayap - Hanggan - Imok - Lamot 1 - Lamot 2 - Limao - Mabacan | - Masiit - Paliparan - Perez - Kanluran - Silangan - Prinza - San Isidro - Santo Tomas |